# Henri Selmer Paris
 (août 2017).
Si vous disposez d'ouvrages ou d'articles de référence ou si vous connaissez des sites web de qualité traitant du thème abordé ici, merci de compléter l'article en donnant les références utiles à sa vérifiabilité et en les liant à la section « Notes et références ».
Pour les articles homonymes, voir Selmer.
Henri Selmer Paris est un fabricant français d'instruments à vent (clarinettes, saxophones) et de becs, dont l'usine est située à Mantes-la-Ville (Yvelines).
Fondée en 1885 par Henri Selmer, cette entreprise s'est implantée à Mantes-la-Ville en 1919. Outre des instruments à vent, Selmer a construit des guitares entre 1932 et 1952. Elle produit environ 22 000 instruments par an, dont 80 % de saxophones, et plus de 100 000 becs de saxophone et de clarinette. Les quatre cinquièmes de la production sont exportés.

## Histoire

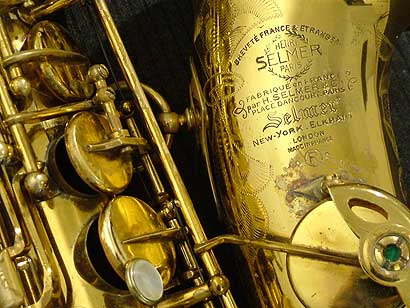
Détail d'un saxophone alto Selmer Mark VI.

L'entreprise est fondée par Henri Selmer (1858-1941), clarinettiste renommé (prix du conservatoire de Paris, Opéra-Comique de Paris, Garde Républicaine). Il fabrique d'abord des anches, dans son atelier situé à Montmartre, puis des clarinettes, qui sont vendues aux États-Unis où son frère, Alexandre, également clarinettiste (prix du conservatoire dans la classe de Cyrille Rose (1830-1903) en 1885), les fait connaître. Alexandre émigre aux États-Unis en 1885, joue dans des orchestres et fabrique sur place  des clarinettes Alexandre.
Henri et Alexandre Selmer étaient les arrière-petits-enfants du tambour-major militaire français Johannes Jacobus Zelmer, les petits-enfants de Jean-Jacques Selmer, chef de la musique de l'armée, et deux des quinze enfants d'une fratrie qui ont appris la clarinette avec leur père Charles Frédéric Selmer, clarinettiste virtuose et chef de musique.
Henri Selmer obtient une médaille d'or pour ses clarinettes à l'Exposition universelle de Saint-Louis en 1904. En 1919, l'entreprise s'installe à Mantes-la-Ville (Yvelines) ; sa proximité avec la Seine permet en effet de faire venir rapidement l'ébène depuis Le Havre, matériau nécessaire à la fabrication des instruments. En 1921, la société commence la fabrication de saxophones et reprend, en 1929, la société d'Adolphe Sax. Selmer résiste à la concurrence asiatique en se spécialisant dans le haut de gamme.
Le modèle Mark VI, en particulier les altos et ténors produits dans les années 1950 et au début des années 1960, est considéré par de nombreux musiciens comme étant le meilleur saxophone jamais produit.
La société s'illustre, entre 1932 et 1952, dans la production des emblématiques « guitares Selmer » (modèles Selmer et Selmer Maccaferri) grâce au luthier Mario Maccaferri. Django Reinhardt contribue à en faire les guitares du jazz manouche français.
Depuis quelques années, Henri Selmer Paris a arrêté la fabrication des bassons français et des cuivres pour se concentrer sur celle des saxophones et des clarinettes.
L'entreprise est restée sous le contrôle de la famille depuis l'origine. En janvier 2018, Selmer annonce entrer en négociation avec le fonds de capital investissement Argos Soditic (devenu en mai 2018 Argos Wityu), déjà propriétaire de Buffet Crampon, pour la cession d'une majorité de son capital. La cession est effective en janvier 2018.
Depuis 1906, Henri Selmer Paris a déposé de nombreux brevets pour l'amélioration du jeu et de la facture des instruments à vent.

## Chronologie
- 1858 : Naissance de Chéry-Henri Selmer à Mézières (Ardennes), fils d'Anne Lambert et Charles-Frédéric Selmer, chef de Musique à l'armée. Il a 15 frères et sœurs.
- 1885 : Fondation de la Maison Selmer. Henri Selmer commence l'activité de fabrication d’anches et de becs.

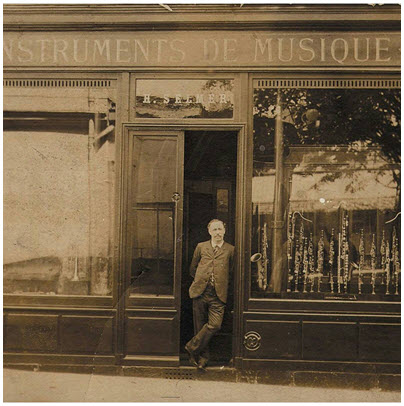
Atelier Henri Selmer Paris, 4 Place Dancourt, Paris (ca 1910).

- Dès 1898, Henri Selmer entreprend, avec le concours d'un ouvrier, la fabrication de clarinettes et installe son atelier au 4 Place Dancourt, Paris. La même année, son frère cadet, Alexandre, né en 1864, entre comme clarinettiste à l'Orchestre philharmonique de Boston, où il restera jusqu’en 1901[6].
- 1900 : Le logotype  « H Selmer à Paris » est déposé en 1900: « Marque nominative dans un ovale en pointillé : « H SELMER / À / PARIS », surmonté d’une lyre. En-dessous, le symbole « $ ». « Destinée à des instruments de musique, leurs pièces détachées et accessoires » (à appliquer de toute manière appropriée, à plat, en creux ou en relief ; peut varier de dimensions et de couleurs) »[7].
- 1900 : Henri Selmer obtient une médaille de bronze à l’exposition universelle de Paris[8].
- 1904 : Les clarinettes Selmer sont présentées pour la première fois à l'exposition Universelle de Saint Louis (États-Unis) où elles obtiennent une médaille d’or. Alexandre Selmer est alors clarinette solo, depuis deux ans, à l'Orchestre symphonique de Cincinnati. De plus, dès 1903, il représente les clarinettes Selmer produites par Henri en France, ce qui contribuera fortement à l’essor de la marque aux États-Unis.
- 1905 : Paul Lefevre et son fils Henri, qui travaillaient pour la Maison Robert (facture de clarinettes) rejoignent l'atelier d'Henri Selmer. Henri Selmer rachète la Maison Barbier (fabricant de flûtes, rue du Faubourg-Saint-Denis, Paris).
- 1906 : Alexandre Selmer installe officiellement en son nom une boutique aux États-Unis, à New York où il vend des clarinettes et des becs, y compris les clarinettes Selmer de son frère et ses propres clarinettes « Alexandre ». Cette structure est à l’origine de Selmer USA[9].
- 1908 : L'atelier à Paris emploie 20 ouvriers et apprentis.
- 1909 : Alexandre est engagé à l'Orchestre philharmonique de New York (sous la direction de Gustav Mahler).
- 1910 : Publication du premier catalogue Henri Selmer Paris. Alexandre Selmer, après avoir ouvert sa première boutique aux États-Unis, décide de rentrer définitivement en France, confiant son poste à un de ses élèves, George Bundy[9].
- 1912 : Ouverture de l'usine de Gaillon (Eure) qui emploie 40 ouvriers.
- 1913 : L'atelier à Paris est agrandi et les techniques de production modernisées.
- 1919 : Ouverture d’une nouvelle usine à Mantes dont la direction technique est assurée par Maurice et Henri Lefèvre, gendres d’Henri Selmer. D'autres fabricants de saxophone, comme « Dolnet » et « Evette et Schaeffer », sont déjà établis dans cette ville.
- 1922 : Le 31 décembre 1921 est présenté le premier saxophone Selmer (un alto), le « Série 1922 ». Le « Série 22 » fait place au « Modèle 22 ». L’ensemble de la famille des saxophones est proposé, y compris le saxophone ténor en Ut « C Melody ». Selmer compte alors 50 luthiers qui fabriquent 30 saxophones par mois.
- 1923 : La société « H&A Selmer Company » est constituée pour étendre les activités de vente au détail des instruments Selmer aux États-Unis. Une part de 49 % est vendue à « C.G. Conn Ltd » et Henri Selmer Paris conserve une participation minoritaire[9].
- 1926: Le nouveau logotype « Henri Selmer Paris » est adopté pour se différencier de celui de son concurrent Buffet-Crampon: la couronne de lauriers remplace la lyre. Ce logo original, gravé sur tous les instruments Selmer Paris, est toujours aujourd’hui le sceau de la marque originale « Henri Selmer Paris ». Sortie des saxophones « Modèle 26 ».
- 1927 : Sortie de la clarinette en métal. Grand prix à l'Exposition internationale de Genève, pour l'ensemble de la production. Henri Selmer Paris cède à George Bundy la pleine propriété de l'entreprise « H&A Selmer Company », qui devient une entreprise indépendante[9].
- 1928 : Création de la société « H.Selmer & Cie », sous forme de S.A.R.L., sortie du saxophone « Modèle 28 » et création de Selmer–Canada.
- 1929 : Rachat des ateliers Adolphe Sax, 84 rue Myrha à Paris[10] : Selmer Paris devient légataire universel du concept du saxophone. Création de Selmer-Londres. Présentation d'un modèle spécial de saxophone (no 9 909), avec douze améthystes pour l'exposition internationale de Barcelone.
- 1930 : Grand prix à l’exposition de Liège. Les effectifs s’élèvent à 175 personnes qui fabriquent 300 instruments par mois. Contrat d'exclusivité avec Rauber Frères et création de Selmer Montreux (Suisse).
- 1931 : Sortie du saxophone « Cigar Cutter ». Reprise de la société Millereau (fabrication de cuivres) et démarrage de la fabrication des cuivres.
- 1932 : H. Selmer s'associe avec le luthier Mario Maccaferri. Ils montent un atelier où sont fabriquées les guitares « Selmer–Maccaferri », immortalisées par Django Reinhardt.
- 1933 : Sortie de la trompette modèle « Armstrong » qui sera dénommée plus tard « Balanced » et du modèle « Harry James ».
- 1934 : Sortie du saxophone « Radio Improved ».
- 1935 : Sortie de la trompette modèle « Balanced ».
- 1936 : Selmer Paris révolutionne le saxophone avec un nouveau modèle qui sera baptisé « Balanced action (en) ». La France connaît des troubles sociaux et l’usine est occupée.
- 1937 : Jean Selmer, fils aîné de Maurice Selmer et André Clergé (gendre de Henri Lefèvre) entrent dans la société. C'est aussi l'année de l'exposition universelle au Grand Palais.
- 1939 : 175 personnes produisent 300 instruments par mois. Selmer signe un contrat de distribution avec la société « Staelens » pour la Belgique.
- 1941 : Disparition d'Henri Selmer. Maurice Selmer devient président de Selmer. Sortie du saxophone N°30 000.
- 1942 : Georges Selmer, second fils de Maurice Selmer, entre dans la société.
- 1945 : Les saxophones fabriqués cette année-là sont facilement reconnaissables. Manquant alors de nacre, les touches sont fabriquées en bakélite rendant ces saxophones extrêmement rares.
- 1946 : À la sortie de la guerre, les effectifs étaient tombés à 80 personnes mais dès 1946 la production remonte à 250 instruments par mois. L'usine de Mantes est alors reconvertie et une nouvelle gamme d'instruments est présentée.
- 1947 : Introduction du saxophone modèle « Jimmy Dorsey »,  produit en petite série pour le big band. Ce modèle dispose de plateaux Si & Sib graves sur la face arrière du pavillon.
- 1948 : Présentation du saxophone « Super Action ». Marcel Mule devient officiellement essayeur de saxophones pour Selmer Paris.
- 1949 : Ouverture des relations commerciales avec la société « Monzino » pour l'Italie. Achat de l'immeuble complet du 84 rue Myrha pour la fabrication de cuivres.
- 1950 : La production s’élève à 650 instruments par mois. René Lefèvre, fils d'Henri, rejoint la société.
- 1951 : Sortie du bec « Soloist ».
- 1952 : Arrêt de la production des guitares Selmer-Maccaferri. Le Super Action connaît sa plénitude sur le marché américain.
- 1952 : Décès d'Alexandre Selmer. Jacques Selmer, fils cadet de Maurice, entre dans la société.
- 1953 : Sortie du saxophone modèle « Mark VI », mis au point avec Marcel Mule et de la clarinette Si « Centered tone ».
- 1954 : Commercialisation du « Clavioline » (invention de Constant Martin). Sortie de la clarinette Sib « Centered Tone ».
- 1955 : 900 instruments fabriqués chaque mois.
- 1956 : De nouveaux ateliers sont construits à Mantes.
- 1957 : Création de la société « Selmer Dusseldorf » en Allemagne Fédérale.
- 1958 : 370 personnes fabriquent 1 000 instruments par mois. Transformation de la forme de la société de S.A.R.L. en société anonyme (SA).
- 1959 : Lancement de la clarinette système « Mazzeo », conçu par le clarinettiste américain Rosario Mazzeo.
- 1960 : Sortie des clarinettes Si et La, modèles « Série 9 » & « Série 9* ». Création d'un contrat de distribution avec la société « Schlagerforlaget » pour la Norvège.
- 1961 : Disparition de Maurice Selmer. Henri Lefèvre est nommé président.
- 1962 : Lancement de la marque « Deville » pour les cuivres et des modèles de trombone « Boléro » et « Largo », mis au point avec Gabriel Masson. Sortie du Saxophone no 100000 (28 juin 1962).
- 1963 : Contrat de distribution avec la société « Schott Frères » pour la Belgique. Reprise de la distribution en France pour les cuivres « Vincent Bach » (USA).
- 1964 : Lancement d'une cellule microphonique spécialement destinée à l'amplification des instruments à vent (saxophone, clarinette et flûte).
- 1965 : Installation du nouveau siège social (rue de la Fontaine-au-Roi, Paris). Contrat de distribution avec la société « Core » Montreux pour la Suisse. Reprise de la distribution des percussions « Premier » Grande Bretagne pour la France.
- 1966 : Restructuration des ateliers de Mantes.
- 1967 : Lancement d'un ensemble pour amplifier les instruments de musique « Le Varitone ».
- 1968 : Sortie des trompettes modèle « Radial 2° ». Mort d'Henri Lefèvre. Georges Selmer est nommé président.
- 1969 : Contrat de distribution exclusive avec la société « Monzino » (Milan) pour l'Italie.
- 1971 : Sortie des clarinettes Si et La modèle « Série 10 ».
- 1972 : Contrat de distribution exclusive avec la société « Nonaka Boeki » pour le marché Japonais.
- 1973 : André Clergeot part à la retraite. Patrick Selmer, fils de Jean, entre dans la société.
- 1974 : Sortie du saxophone modèle « Mark VII » avec le concours de Michel Nouaux et arrêt de la production du « Mark VI ». Jean-Marie Clergeot rejoint la société.
- 1975 : Sortie des clarinettes système Marchi, en collaboration avec Joseph Marchi[11].
- 1976: Acquisition des locaux de la société « Aviac ». Extension des ateliers de Mantes.
- 1977 : Sortie de la clarinette modèle « Série 10S » et de la trompette « Série 700 ». L’année suivante, Brigitte Selmer, fille de Georges, entre dans la société.
- 1981 : Sortie du saxophone modèle « Super Action 80 ». L'usine de la rue Myrha (site historique d'Adolphe Sax) est fermée et revendue, la fabrication des cuivres est transférée à Mantes.
- 1982 : Jérôme Selmer, fils de Jacques, entre dans la société.
- 1983 : Selmer lance le « Variospec », variateur d’impédance, en collaboration avec le luthier Ernest Ferron[12].
- 1984 : Sortie de la clarinette modèle « Récital », mise au point avec le concours de Guy Dangain.
- 1986 : Lancement des saxophones alto et ténor modèle « Super Action 80/ série II ». Jean Selmer quitte la société pour partir à la retraite.
- 1990 : Sortie des trombones ténor 1 100 et 1 200.
- 1992 : Lancement de la clarinette Si d'étude modèle « Prologue ».
- 1993 : Lancement du saxophone Soprano « SA 80 série III ». Le saxophone no 500000 sort des ateliers Selmer le 19 juillet 1993 : c’est un saxophone Alto Super Action Série II plaqué or gravé. Bill Clinton et son saxophone Selmer entrent à la Maison-Blanche.
- 1994 : Lancement de la clarinette Si modèle « 10SII » qui remplace la Série 10S. La clarinette basse évolue : les modèles 23/II et 25/II viennent remplacer les 23 et 25.
- 1995 : Sortie de la trompette Si modèle « Chorus/80 J ». Le soprano « Série III » remplace le SA 80/série III.
- 1996 : Changement d'appellation pour la clarinette « Prologue » qui devient « Prologue II ».
- 1997 : Sortie du saxophone Ténor « Série III ». Sortie de la clarinette modèle « Signature », mise au point avec Jacques Di Donato.
- 1998 : Départ à la retraite de Georges et Jacques Selmer. La nouvelle équipe entre en fonction (Patrick Selmer, Président; Brigitte Dupont-Selmer, Vice-Présidente et Jérôme Selmer, directeur général). Le site de production de Mantes s’étend désormais sur 20 000 m2. Philippe Lefèvre rejoint la société.
- 1999 : Sortie de l’Alto « Série III ». Lancement des becs « Soprano Super Session » et des becs de clarinettes « CP100 ». Présentation du basson 53 M. Cessation des relations avec Selmer-Düsseldorf, la société « Meyer » devient distributeur pour l'Allemagne et passage aux 35 heures de travail hebdomadaire.
- 2000 : Série 2 000. Trois instruments sont déclinés en une Série limitée « An 2000 » : la clarinette modèle « Signature » (plaqué or), l’Alto « Série III » et la trompette Chorus 80 J (argenté sablé).
- 2001 : Sortie du Ténor « Référence », de la trompette et du bugle « Concept TT ».
  - Les modèles « Référence 36 » et le « Référence 54 » sont créés pour répondre à la demande d'instruments authentiques face à la surenchère effrénée sur les saxophones « Vintage » (de collection).
- 2002 : Sortie des clarinettes « Odyssée » et « Artys ». Réédition des becs « Soloist ».
- 2003 : Sortie de l’Alto « Référence » et lancement de la gamme Pro-Line pour les instruments d’ordonnance.
- 2004 : Sortie de la clarinette Si/La modèle « Saint Louis » et de la clarinette basse modèle « Privilège ». Programme anniversaire Saint Louis pour célébrer les cent ans de clarinettes Selmer depuis la médaille d’or obtenue à l’exposition universelle de St Louis en 1904. Ouverture du showroom et d’une salle de concert au siège, rue de la Fontaine au Roi. Réactivation des Éditions Selmer.
- 2005 : Concert « Selmer & Friends » à l’Olympia. Au programme : Le Sacre du Tympan, Kenny Garrett et Johnny Griffin.
- 2006 : Lancement de la clarinette modèle « Arthéa ».
- 2007 : Lancement de la trompette « Sigma ».
- 2008 : Lancement du Baryton Série III et des clarinettes Si et La modèle « Privilège ».
- 2010 : 1885-2010, Selmer Paris célèbre ses 125 ans en offrant une nouvelle ligne visuelle à ses saxophones : nouveau vernis, nouvelles gravure et clé de bocal. Lancement des becs « SD20 » et « Spirit ».
- 2011 : Selmer Paris obtient le label Entreprise du patrimoine vivant (EPV) et rejoint le rang des entreprises distinguées pour leur savoir-faire rare, symbolique de l'excellence française.
- 2013 : Lancement des becs « Concept » et « Focus » pour clarinette et clarinette basse.
- 2014 : Lancement de l'Alto Édition Limitée, un modèle limité à 500 exemplaires pour les 130 ans de la marque, qui compile des éléments apparus sur des modèles marquants. Lancement de la marque SeleS, qui propose des modèles moins haut de gamme.
- 2018 : En janvier, Selmer annonce entrer en négociation avec le fonds de capital investissement Argos Soditic pour la cession d'une majorité de son capital[3]. Les 500 salariés de Selmer ont définitivement quitté le giron familial pour celui d’un fonds d’investissement européen et la vente du groupe est officialisée le jeudi 22 mars[13].
- 2019 : Selmer Paris présente une innovation, appelée système « Évolution », basée sur un procédé de chemisage intérieur avec une résine nouvelle génération, apportant une meilleure stabilité et longévité à l'instrument.

## Instruments

### Saxophones

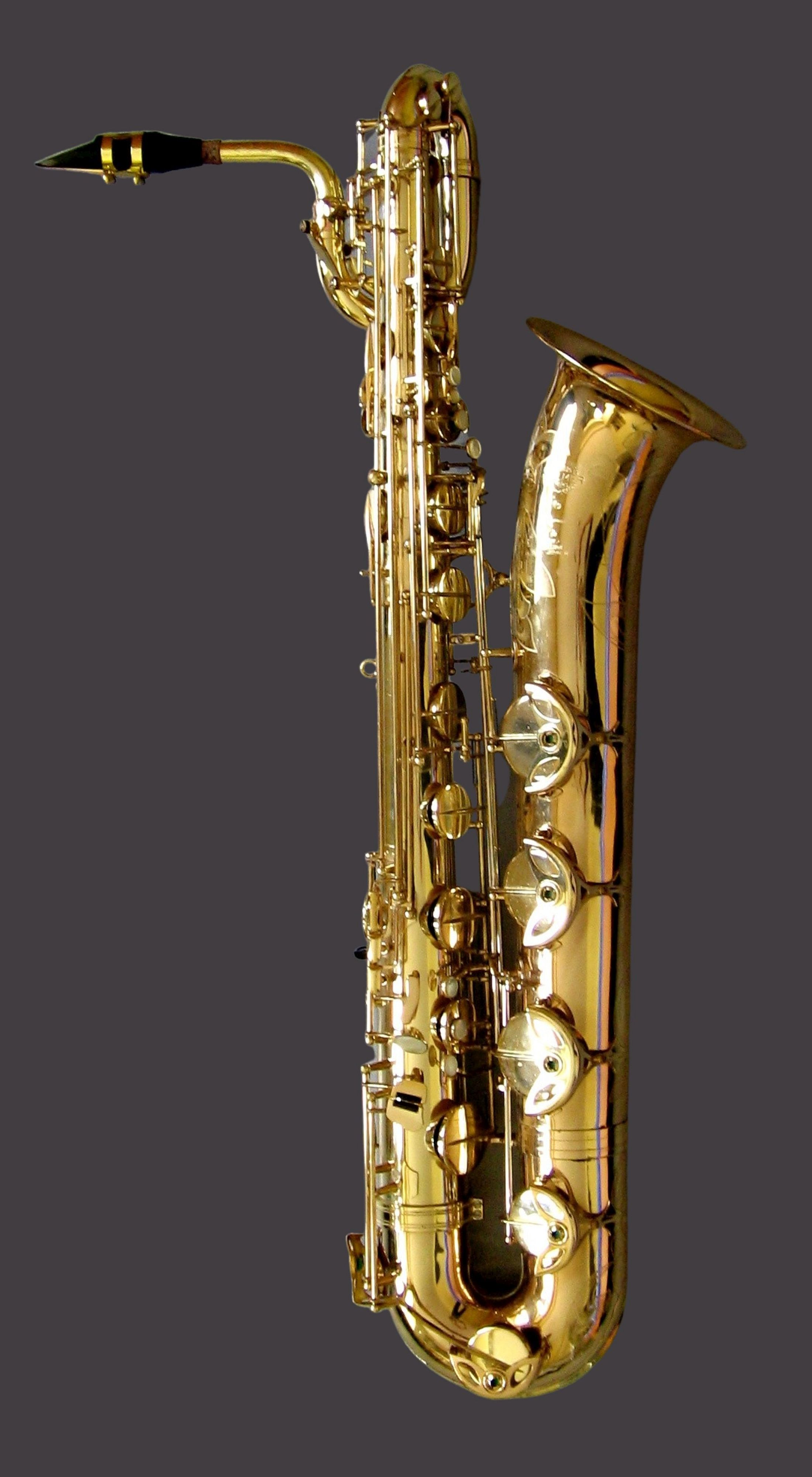
Saxophone baryton Selmer.

#### Historique
La maison Selmer entreprend de fabriquer des saxophones pour des besoins de diversification :
- 1922 : Modèle 22,
  - Ce premier modèle alto reprend les caractéristiques du modèle d'Adolphe-Edouard Sax. Il est fabriqué selon le procédé innovant d'étirage des cheminées. Ce modèle est rejoint par des modèles soprano Si♭ droit et courbe, soprano en Ut et des modèles ténor en Si♭ et en Ut. Le modèle ténor en Ut a aussi été appelé "C Melody".
- 1926 : Modèle 26, 
  - Le "Modèle 26" apporte quelques améliorations: nouvelle clé de trille Fa# (main droite), commande du Fa aigu main gauche (augmentation de la tessiture de Sib à Fa).
- 1930 : Cigar Cutter (en) (Super Sax Selmer, ou SSS)[14], 
  - Il existe plusieurs versions de la famille "Cigar Cutter": Le "New Largebore" est produit en 1930; le "Cigar Cutter" est produit de 1930 à 1932 introduisant un nouveau mécanisme de clé d'octave; Le "Super Sax Selmer" est produit de 1932 à 1933, comportant de grandes évolutions: nouveau clétage auriculaire gauche, nouvelle fixation entre le corps et le pavillon en forme de triangle et nouvelle commande de clé d'octave (mécanisme très fiable encore utilisé de nos jours).
- 1934 : Radio Improved,
- 1936 : Balanced Action, 
  - Le modèle "Balanced Action" embarque de nouvelles innovations: nouvelle disposition des plateaux Si et Sib en face avant, nouvelles protections des plateaux graves Sib / Si / Do / Ré# plus esthétiques, nouveau clétage au niveau de l'auriculaire gauche.
- 1948 : Super Balanced Action,
- 1954 : Mark VI, 
  - Ce modèle constitue le modèle de référence de la Maison Selmer Paris grâce à des musiciens comme John Coltrane. Il embarque des innovations : apparition du signe Selmer sur le bocal, clétage étendu de sib à Fa# grâce à l'apparition du Fa# aigu en option. Ce modèle constitue la plus grande série produite par Selmer (1954-1973) et est recherché par les collectionneurs et les musiciens.
- 1974 : Mark VII (Alto et Ténor),
- 1981 : Super Action 80,
- 1986 : Super Action 80/ Série II (Sopranino, Soprano, Alto, Ténor, Baryton, Basse), 
  - Ce modèle dispose de nouvelles innovations : spatule de commande du Fa aigu main gauche, nouvelle clé Fa# aigu main droite, vis à pointe avec ressort de rattrapage de jeu, tampons à texture améliorée avec résonateurs à rivets, virole d'assemblage corps / culasse avec joint torique. Il est proposé avec une option clé d'harmonique.
- 1995 : Série III (Soprano),
- 1997 : Série III (Ténor),
- 1999 : Série III (Alto),
  - Ce modèle dispose de nouvelles innovations : mécanisme de commande de double Do#, tampons sans rivet, bocal allégé, nouvelle virole, et supports de pouce en laiton.
- 2000 : Référence 36 & Référence 54 (Ténor), 
  - Le modèle "Référence 54" est un saxophone qui remet au goût du jour le Mark VI de 1954[15]. Le modèle "Référence 36" s'inspire du Balanced Action. Ces modèles "rustiques en apparence" sont équipés d'un clétage élaboré reprenant les qualités acoustiques de leurs aînés.
- 2003 : Référence 54 (Alto),
- 2008 : Série III (Baryton),
- 2014 : Édition Limitée (Alto). Premier modèle d'étude chez Seles by Selmer: Axos (Alto).
- 2021 : Selmer Axos (Tenor) et Selmer Suprême (Alto)

#### Production actuelle

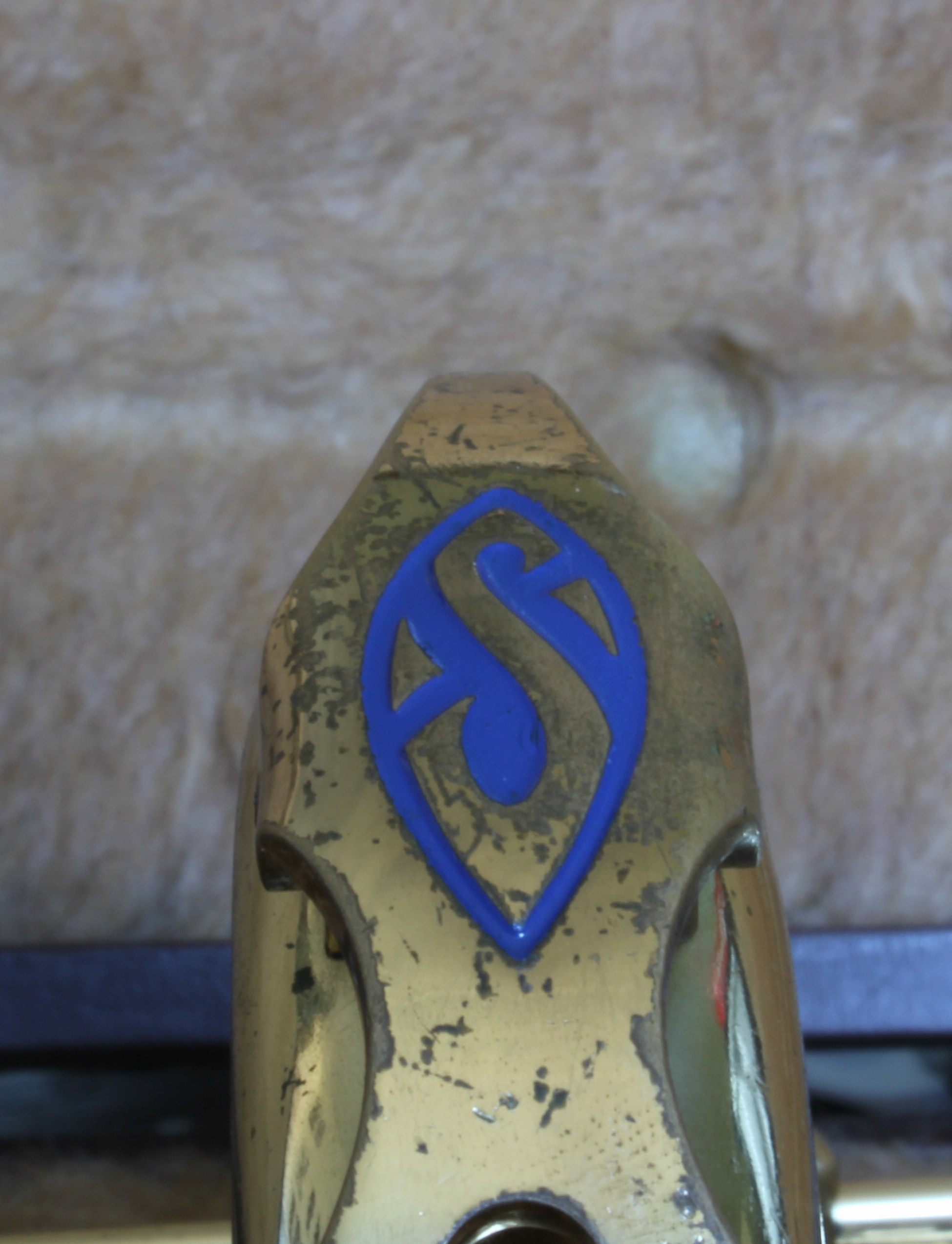
Le S se trouvant sur le bocal des saxophones Mark VI Selmer.

- Super Action 80 série II (sopranino, soprano, alto, ténor, baryton, basse).
- Série III (soprano, alto, ténor, baryton) :  mis au point avec l'aide de Claude Delangle (professeur au Conservatoire national supérieur de musique et de danse de Paris et de Patrick Bourgoin (musicien de studio).
- Référence (alto, ténor) : le saxophone ténor "Référence" est composé de deux différentes versions, le "Référence 36" (s'inspirant du Balanced Action, 36 désignant l'année de la mise en vente de ce saxophone) et le "Référence 54" (s'inspirant quant à lui du Mark VI, 54 désigne aussi l'année de mise en vente du Mark VI) ; le saxophone alto est quant à lui seulement disponible en version "Référence 54".

#### Becs

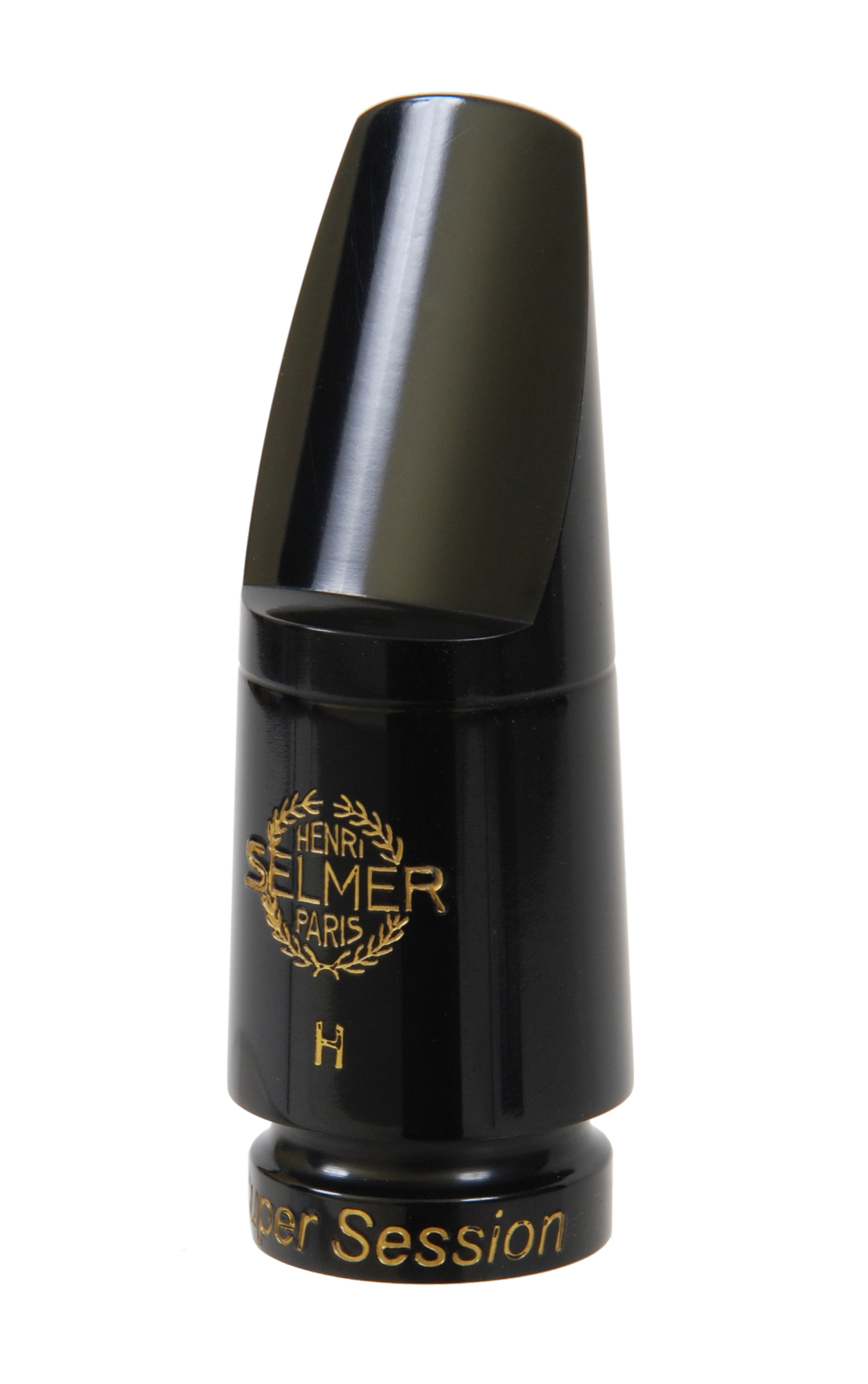
Bec saxophone soprano Selmer modèle "Super Session" H.

Selmer produit 12 becs différents pour le saxophone :
- S80 : produit pour le sopranino, le soprano, l'alto, le ténor, le baryton et le basse (seul bec produit par Selmer pour tous les saxophones)
- S90 :  produit pour le soprano, l'alto, le ténor et le baryton
- Soloist :  produit pour l'alto et le ténor
- SD20 :  produit pour l'alto et le ténor
- Super Session :  produit pour le soprano, l'alto et le ténor
- Spirit :  produit pour l'alto
- Métal Classic :  produit pour le soprano, l'alto et le ténor
- Métal Jazz :  produit pour l'alto et le ténor
- S125 :  produit pour l'alto et le ténor
- Larry Teal : produit pour le ténor
- Concept : produit pour le ténor, l'alto et le soprano
- Claude Delangle : produit pour l'alto

### Clarinettes

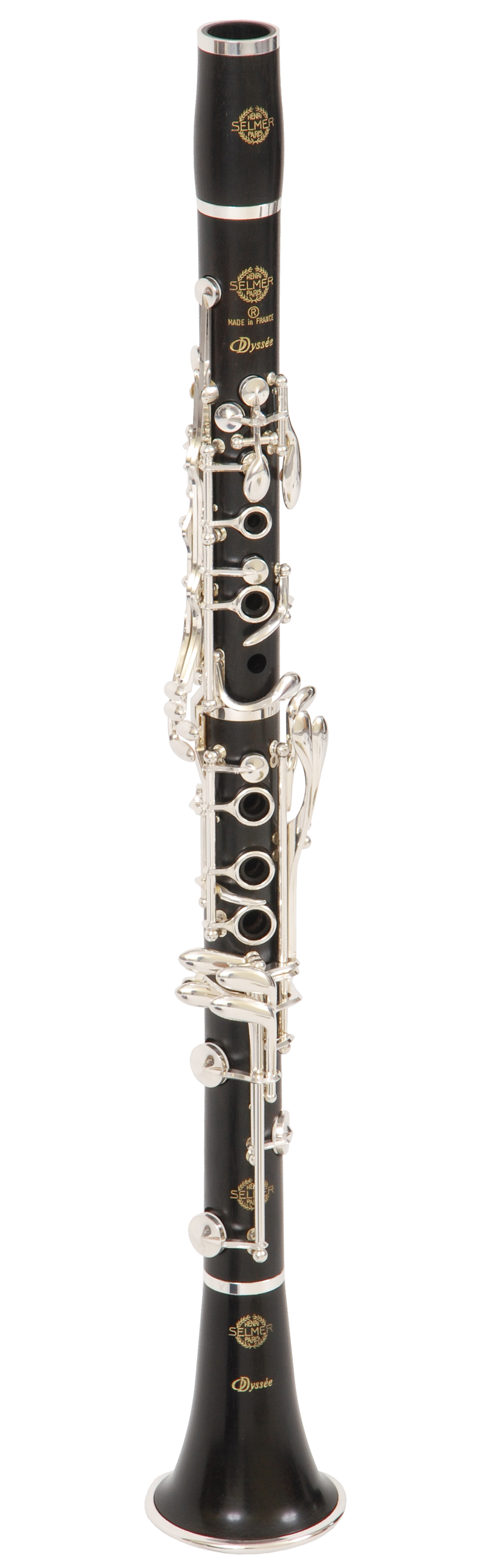
Clarinette soprano modèle Odyssée

Bien que disciples de l'école française de Hyacinthe Klosé, les frères Selmer commencent par fabriquer à Paris des clarinettes 13 clés et des clarinettes système Albert qui seront promues par Alexandre lors de ses déplacements aux Etats-Unis et attendent la fin de la première guerre mondiale pour se lancer à la conquête du marché haut de gamme avec des clarinettes système Boehm. Dans les années 1920-1930, leurs clarinettes système Albert sont particulièrement appréciées des clarinettistes de Jazz Nouvelle-Orléans (Jimmie Noone, George Lewis...).
Selmer Paris a vendu des clarinettes abordables sous les noms de Barbier, Bundy (Paris) et Raymond jusqu'autour des années 1935. 

#### Historique
- modèle Breveté (1900s) : médaille d'or en 1904 lors de l'exposition de Saint-Louis
- 1910: un modèle de clarinette système Boehm apparaît pour la 1ère fois dans le catalogue Selmer parmi les clarinettes système Albert.
- 1927 : Clarinette en métal modèle Master
- 1928-1929 : série K (en système Albert Improved et Boehm)
- 1931 : Radio Improved ou RI. Numéros de série K après K7000.
  - Il existe également des clarinettes basse RI.
- 1939 : modèle 55. Numéros de série M, première parution dans la brochure Selmer 1940, perce 15,00 mm, grands trous d'harmonie, trou de registre dans la chambre de contrôle de tonalité, transition vers un son centré).
- 193? : Balanced Tone ou BT mis au point avec Gaston Hamelin apprécié des musiciens classiques et jazz; le nom est dérivé du saxophone Balanced Action qui connut un grand succès dès 1936. Numéros de séries L (avec l'emblème * BT * sur les corps supérieur et inférieur), perce 15,20 mm.
- 1954 : Centered Tone  ou CT[17]. Numéros de séries M et N (avec et sans l'emblème * BT * sur les corps supérieur et inférieur)
  - Ce modèle à perce large fait partie des modèles emblématiques produits par les ateliers Selmer, notamment prisés et joués par les jazzmen comme Benny Goodman mais aussi par des musiciens classiques américains.
  - Numéros de séries N, O, P, Q : perce cylindrique 15,00 mm / 15,10 mm. Numéros de séries R et S: perce légèrement réduite, à cône inversé de 14,90 mm.
- 1959 : clarinette système "Mazzeo" (en)
- 1960 : Série 9  
  - Perce : 14,90 mm (cône inversé)
- 1960 : Série 9*
  - avec des trous d'harmonie agrandis uniquement dans le corps supérieur, perce réduite : 14,65 mm.
  - Il existe également des clarinettes alto, basses et contralto série 9 et 9*.
- 1971 : Série 10
  - Perce : 14,40 mm (polycylindrique série 10)
- 197? : Série 10G, selon le modèle d'Anthony Gigliotti (en), clarinettiste solo dans l'Orchestre symphonique de Philadelphie[18]
  - Ce modèle ne constitue pas une copie exacte de la clarinette  Buffet-Crampon personnelle d'Antony Gigliotti: perce plus petite et poly-cylindrique, alésage plus important des trous d'harmonie, placement des trous d'harmonie différent, livré avec un barillet à cône inversé de Moennig pour la Série 10G.
  - Perce 1re génération 10G : 14.52 mm, perce 2e génération 10G : 14.60 mm.
- 1975 : clarinette système Marchi, sur une base série 10
- 1977 : Série 10S 
  - Perce à cône inversée
- 1984 : Récital, mise au point pendant deux années avec l'aide du clarinettiste Guy Dangain pour obtenir une sonorité plus compatible avec la musique romantique allemande[19]
  - Ce modèle dispose d'un diamètre extérieur plus important de 2 mm pour s'adapter à une petite perce de diamètre 14,3 mm à cône inversé à la façon des clarinettes allemandes mais dotées du système Boehm.
- 1993 : Prologue (clarinette d'étude) et 10S II (perce réduite par rapport à la série 10S).
- 1996 : Prologue II (clarinette d'étude)
- 1998 : Signature (clarinette Si♭ et La), mise au point avec Jacques Di Donato
  - Perce 14,50 mm
- 2001 : Odyssée et Artys
- 2004 : modèle anniversaire 100 ans, Saint Louis (pour clarinette Si♭ et La) et Clarinette basse Privilège
  - Perce 14,50 mm
- 2006 : Arthéa (clarinette Si♭ et La)
- 2008 : Privilège (clarinette Si♭ et La), mise au point avec Jérôme Verhaeghe, clarinettiste à l'opéra de Paris. Ce modèle est dédié à une utilisation en orchestre et dispose d'un son plus clair et plus brillant par rapport aux autres modèles Selmer. Il a été revu en 2013 (viroles noires et décorées, pavillon non cerclé)
  - Perce 14,60 mm
- 2014 : Seles by Selmer: Présence (clarinette Si♭ et La)
- 2016 : Seles by Selmer: Prologue (modèle d'étude Si♭: tampons Valentino, nouveau procédé d'argenture vernis du clétage)
- 2021 : Muse (clarinette Si♭ et La)

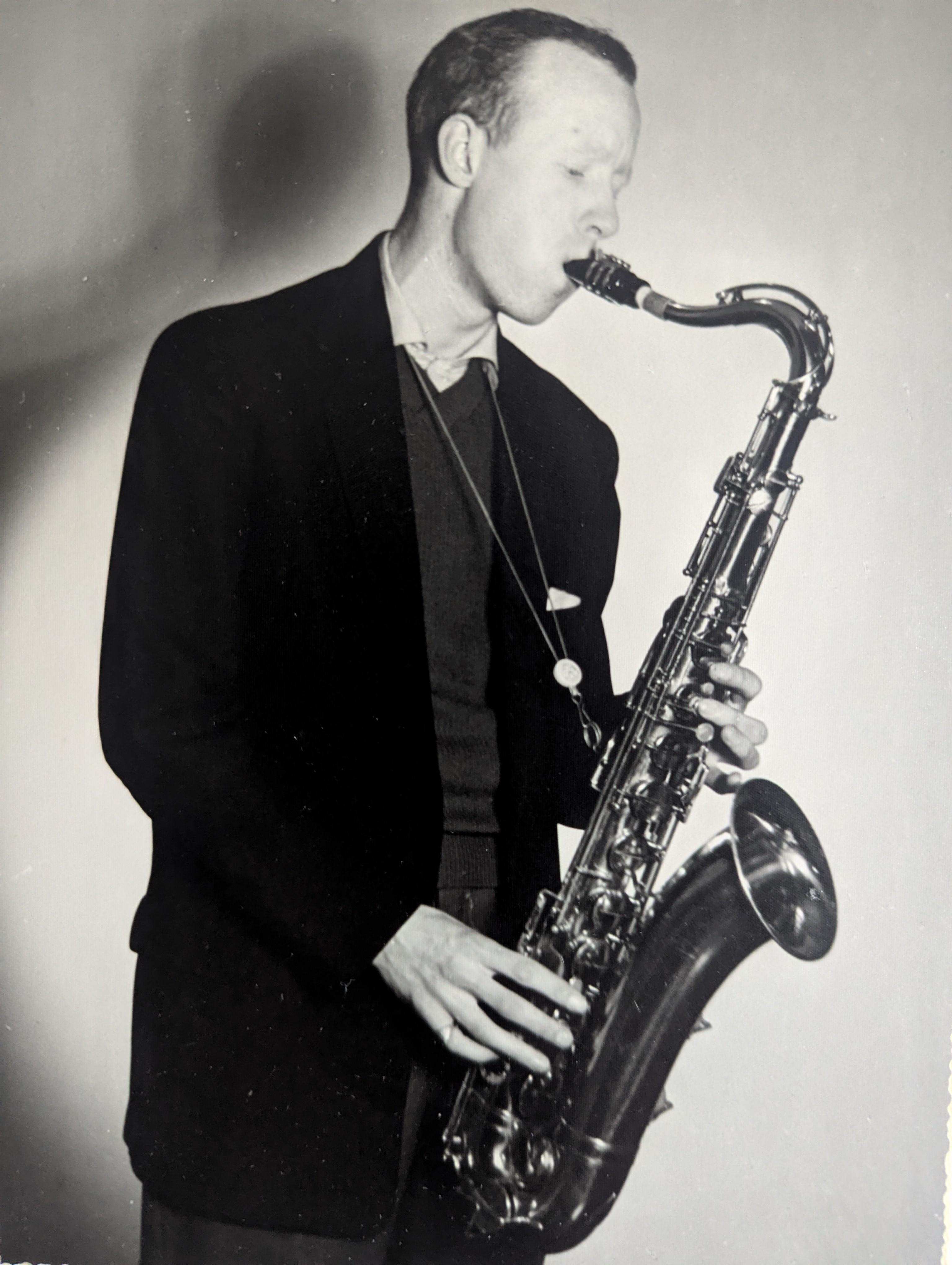
George Cassidy jouant du saxophone ténor Selmer.

#### Becs
Les becs traditionnels Selmer se déclinaient en une gamme (jusqu'à 12 modèles pour les clarinettes Si♭ et La avec des ouvertures allant de 0.92 à 1.60) désignée par des lettres, chambre en tonneau. Les années 90 voient l'arrivée des gammes C85 (3 ouvertures, chambre trapezoïdale) et CP100 (ouvertures différentes des C85).
Selmer avait réduit sa gamme à 2 modèles de becs en 2013 pour les clarinettes soprano et les clarinettes basse: "Focus" et "Concept". En 2021, un troisième bec est créé pour les clarinettes Si♭et La : "Echo".
Les clarinettes d'harmonie sont équipées avec un bec historique modèle C* ou C85 120.

#### Ligne actuelle
- Clarinettes soprano professionnelles (Si♭ et La) : modèles Récital, Signature, Privilège, Muse.
- Sous la marque SeleS pour les clarinettes d'étude : modèles Prologue et Présence.

Selmer Paris propose également des clarinettes d'harmonie professionnelles:
- petite clarinette en Mi: modèle " Récital ", en ébène
- cor de basset en Fa: modèle 20, descendant à l'Ut grave, en ébène
- clarinette alto: modèle 19A, descendant au Mi grave, en ébène
- clarinette basse en Si  et La: il existe une finition avec un clétage de couleur noire mate
  - descendant au Mi grave: modèles " Privilège " avec ou sans le procédé " Evolution "
  - descendant à l'Ut grave: modèles " Privilège " avec ou sans le procédé " Evolution "
- clarinette contralto: modèle 26, descendant au Mi grave, en palissandre
- clarinette contrebasse: modèle 28, descendant à l'Ut grave, en palissandre

### Basson
Peu de modèles.
- 1999: modèle 53M

### Cuivres
La production de cuivres de Selmer a cessé en 2011.

#### Trompettes
- 1933: Armstrong/Balanced
- 1954: K-Modified (1954)
- 1962: Deville (1962)
- 1967: Trompette Piccolo à quatre pistons, mise au point avec Maurice André
- 1968: Trompettes "Radial 2"
- 1977: Trompettes Si♭ et Ut "Série 700", mises au point avec Pierre Thibaud
- 2001: Trompette et bugle "Concept TT"
- 2007: Trompette "Sigma"

#### Trombones
- Special
- K-Modified
- 1962: Bolero
- 1962: Largo

### Guitares
Mario Maccaferri créa la guitare dite « guitare Selmer » pour le compte de la maison. Fabriquées pendant seulement 20 ans, de 1932 à 1952, les guitares Selmer-Maccaferri font aujourd'hui partie du patrimoine de la lutherie française.
Mario Maccaferri cesse sa coopération avec Selmer assez rapidement mais les ouvriers de l'atelier de fabrication des guitares poursuivirent néanmoins leur activité et créèrent, pendant ces 20 années, environ 900 instruments.
D'autres luthiers se mettent à la fabrication de guitares type Selmer comme la famille Di Mauro. Elles sont complètement associées à Django Reinhardt qui les utilisa tout au long de sa carrière.

### Autres instruments
- Clavioline, ancêtre du synthétiseur.

## Musiciens jouant Selmer Paris

### Saxophonistes

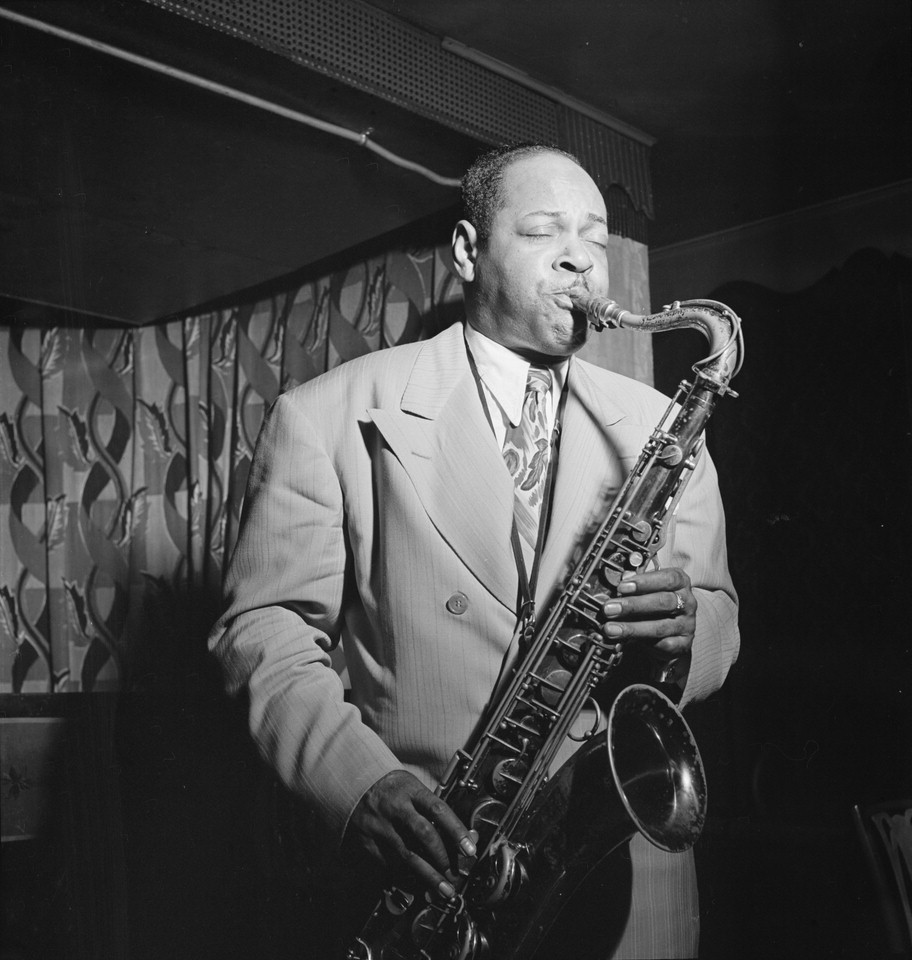
Coleman Hawkins jouant un saxophone Balanced Action (1946).

(Liste non exhaustive d'après le site officiel)
- Sidney Bechet
- Michael Brecker
- Steve Coleman
- John Coltrane
- Ravi Coltrane
- Vincent David
- Claude Delangle
- Paul Desmond
- Manu Di Bango
- Kenny Garrett
- Michel Gaucher
- Stan Getz
- Benny Golson
- Johnny Griffin
- Coleman Hawkins[23]
- John Helliwell
- Joe Henderson
- Steve Lacy
- Jean-Marie Londeix
- Gerry Lopez
- Julien Lourau
- Eric Marienthal
- Bob Mintzer
- Gerry Mulligan
- Charlie Parker[24]
- Maceo Parker
- Sonny Rollins
- David Sanborn
- Archie Shepp

### Clarinettistes
(Liste non exhaustive d'après le site officiel)
- Armand Angster
- Michel Aumont
- Philippe Berrod
- Alain Billard
- Alessandro Carbonare
- Denis Colin
- Guy Dangain
- Ulysse Delécluse
- Jacques Di Donato
- Eric Dolphy
- Benny Goodman
- Gaston Hamelin
- Sylvain Kassap
- David Krakauer
- Claude Luter
- Bennie Maupin
- Marcus Miller
- Michel Portal
- Jean-Pierre Sarzier
- Thomas Savy
- Louis Sclavis
- Artie Shaw
- Jérôme Verhaeghe
- Yom

## Distinctions
- En 1995, Georges Selmer, président de la Maison Henri Selmer Paris, reçoit le grade de chevalier (Finances et commerce extérieur) de l'Ordre de la Légion d'Honneur.
- En 2013, Patrick Selmer reçoit la distinction NAMM Lifetime Achievement Award pour ses contributions de valeur aux produits de l'industrie musicale de la part de l'association professionnelle mondiale NAMM[25].
- En 2018, la Maison Selmer reçoit le prix spécial du comité artistique des Victoires du Jazz pour ses instruments[26].
- En 2019, le prix de l’Excellence Française est discerné à la Maison Henri Selmer Paris[27].